# All Ends
All Ends es una banda de metal alternativo de Gotemburgo, Suecia, fundada en el año 2003. Inició principalmente como un proyecto alterno de los guitarristas de In Flames, Björn Gelotte y Jesper Strömblad, sin embargo, ellos ya no tocan en All Ends, solamente colaboran con las letras de las canciones. Actualmente, la banda se encuentra en pausa indefinida.

## Historia
Con la primera alineación; Jesper Strömblad y Björn Gelotte en las guitarras, Emma Gelotte y Tinna Karlsdotter en las voces y Joseph Skansås en la batería, grabaron un demo con 5 canciones. El demo fue grabado en el Studio Fredman y producido por Fredrik Nordström y Patrick J. Sten (baterista de Passenger).
A principios del año 2005, Michael Håkansson se integró a la banda como bajista y Fredrik Johansson se integró como guitarrista reemplazando a Jesper, quien había salido de la banda. En agosto del mismo año, Peter Mårdklint se integró a la banda como guitarrista, ahora ocupando el lugar de Björn, quien al igual que su compañero, salió de la banda.
All Ends firmó un contrato con la discográfica Gun Records, una división de Sony BMG Music Entertainment. El 11 de mayo de 2007, lanzaron un EP, Wasting Life.
El 7 de noviembre de 2007 lanzaron su álbum debut homónimo, el cual fue relanzado en el año 2008 con material extra.
All Ends participó en el Earthshaker Roadshock Tour en el año 2007 al lado de bandas como Finntroll, After Forever, Tarot, Die Apokalyptischen Reiter, y Machine Men, pero al poco tiempo fueron canceladas la mayoría de las presentaciones. All Ends también participó en el festival anual Sweden Rock Festival del 6 al 9 de junio de 2007.
El 3 de marzo de 2009, la compañía de videojuegos SEGA estrenó el videojuego Sonic y el Caballero Negro, que incluía para la batalla final la canción "With Me", con Emma Gelotte y Tinna Karlsdotter como vocales. La canción (al igual que su versión instrumental) fue incluida en el disco "Face to Faith", que incluía todos los temas vocales del juego
El 17 de marzo de 2009, una de las vocalistas, Emma Gelotte salió de la banda por motivos personales, pero fue reemplazada por la cantante sueca Jonna Sailon. El álbum, llamado "A road to depresión", fue lanzado 22 de octubre de 2010 bajo el sello Nuvlear Blast.
A finales de 2009, se publicaron algunas noticias sobre el nuevo álbum de All Ends en su MySpace. La banda comentó que ya habían concluido la preproducción y que tenían también un productor. Roberto Laghi, quien anteriormente había ayudado a In Flames en las grabaciones de su más reciente álbum, es quien producirá el segundo material de All Ends. También comentaron en su MySpace que planeaban lanzar el álbum en el 2010.
El 11 de enero de 2010, la banda reveló los nombre de dos canciones incluidas en el álbum; "Nobody's Story" y "I'm a Monster".

## Integrantes
Miembros actuales
- Tinna Karlsdotter – voz
- Jonna Sailon – voz
- Fredrik Johansson – guitarra
- Peter Mårdklint – guitarra
- Joseph Skansås – batería
- Anders Janfalk – bajo

Miembros anteriores
- Andreas Grufstedt - guitarra en vivo
- Emma Gelotte – voz
- Michael Håkansson – bajo
- Björn Gelotte – letrista (antes guitarrista)
- Jesper Strömblad – letrista (antes guitarrista)

## Discografía
- Demo (2005)
- Wasting Life - EP (2007)
- All Ends (2007)
- A Road To Depression (2010)

## Videografía
- Still Believe
- Wasting Life
- Walk Away
- Pretty Words
- Apologize
- What Do You Want
- Generation Disgrace